# Ан-Ян Лім Кі Чон
Ан-Ян Лім Кі Чон (15 травня 1960, Вакоас-Фенікс) — маврикійський футбольний арбітр. Арбітр ФІФА з 1988 по 2005 роки.

## Суддівська кар'єра
Найбільш відомий тим, що судив два матчі на чемпіонату світу з футболу — матч першого туру групи B між Бразилією та Росією в 1994 році та матч першого туру групи G між Румунією та Колумбією в 1998 році. Його дискваліфікували після чемпіонату світу 1998 року.
Крім того, Лім Кі Чон був суддею на турнірах Кубка африканських націй у 1992, 1994 (включно з фінальним матчем), 1996, 1998, і 2002 роках. Серед інших його міжнародних заходів — чемпіонат світу ФІФА U-17 1991 року, Олімпійський турнір 1992 року та турніри Кубка короля Фахда 1992 та 1995 років. Судив відбіркові матчі до чемпіонатів світу 1994, 1998, 2002, і 2006 років.

## Особисте життя
Під час своєї кар'єри судді він працював митником, а потім працював координатором суддівства у Футбольній асоціації Маврикія та інструктором із суддівства у проєктах ФІФА з розвитку в Африці.